# 中国梦之声
《中国梦之声》（英語：Chinese Idol）是东方卫视2013年播出的季播真人秀节目。由英国原版节目《偶像系列》引进，与《美国偶像》制作团队携手共同打造，第一季由长安福特翼虎冠名贊助，而第二季则由香飘飘奶茶冠名。

## 栏目总览

### 梦想导师
| 赛季   | 年份   | 导师                         |
| ------ | ------ | ---------------------------- |
| 第一季 | 2013年 | 李玟、韩红、黄晓明、王伟忠   |
| 第二季 | 2014年 | 徐若瑄、韩红、郭敬明、任贤齐 |

### 历届三强
| 赛季   | 时间                   | 集数 | 冠军   | 亚军   | 季军   |
| ------ | ---------------------- | ---- | ------ | ------ | ------ |
| 第一季 | 2013年5月19日-8月25日  | 16   | 李祥祥 | 央吉玛 | 艾菲   |
| 第二季 | 2014年9月21日-12月14日 | 13   | 郑兴琦 | 朱兴东 | 李安梅 |

## 活动赛季

### 第一季
第一季于2013年3月宣布启动并开始海选，5月18日播出开播庆典，5月19日正式播出第一期试音会，节目由林海、程雷主持。
《中国梦之声》的舞台配置与《美国偶像》相同。具体播出时间为：5月18日至5月26日每周六、日22:00（北京时间，下同）；6月1日至6月16日每周六、日21:15。
TVBS於2014年初也以每集15萬元買下由黃曉明、李玟等大牌擔任評審的東方衛視《中國夢之聲》，該節目評審大咖雲集，也讓參賽的台灣歌手孫自佑人氣翻漲，去年成功在台掀起話題，TVBS發言人葉毓君：「《中國夢之聲》是音樂性節目，評審陣容又夠強大，我相信觀眾看到李玟、王偉忠都會有一定的熟悉度，我們也想嘗試一下，期待有好的收視表現。」節目2月15日晚間11點在TVBS播出。
《中国梦之声》的海选分设有中国赛区和海外赛区。
中国赛区包括上海、南京、杭州、北京、天津、西安、哈尔滨、深圳、福州、广州、长沙、成都、重庆、武汉、沈阳、东莞、济南、内蒙、宁夏、青海、长春、大连、甘肃、新疆、厦门、太原、郑州、石家庄、青岛、昆明、苏州、无锡、南昌、合肥、台湾和香港，海外赛区包括美国（纽约、洛杉矶）、加拿大（温哥华）、英国（伦敦）和澳大利亚（悉尼）。
试音会的评审有四位，黄晓明、韩红、李玟和王伟忠。海选通过的选手将获得评审的“过”，相对的获得“谢谢”则代表未能晋级。参赛选手需要获得四位评审中三位的“过”才能顺利进入到下一轮偶像学院的比赛。试音会要求参赛选手清唱表演，也可使用吉他等乐器伴奏。
第一季的四期试音会分别在上海（第一、四场）、成都（第二场）、北京（第三场）三地举行。
第一季总决赛于08月25日结束，最终李祥祥获得冠军、央吉玛和艾菲分别获得亚军、季军。
第一季十二强为：李祥祥、央吉玛、艾 菲、侯 磊、阿 来、杨永聪、邓小坤、许明明、罗熙杰、妥云福、何大为、刘思涵。

### 第二季
第二季于2014年7月宣布启动并开始海选，9月21日正式播出第一期试音会，节目由林海、程雷主持。徐若瑄、郭敬明、任贤齐和韩红担任当季导师。
本季调整到每周日晚上21：00开始在东方卫视首播。马来西亚Astro AEC直播东方卫视画面同步播出。
2014年11月2日，全国30进12比赛选出暂时的全国12强为：萨吉、郑兴琦、姚伟涛、李安梅、阎奕格、赖仪雯、田振达、地里亚尔、马旗、唐宝、朱兴东、马海生。
2014年11月9日首场直播全国突围赛之逆袭踢馆换位赛，郑秋泓、伊尔盼、栗锦、王建房、冯碧云、简马玉玺6位选手成功逆袭进入踢馆赛，最终郑秋泓、伊尔盼、栗锦3位踢馆换位成功，田振达、地里亚尔、马旗守擂失败。最终全国12强为：萨吉、郑兴琦、姚伟涛、李安梅、阎奕格、赖仪雯、郑秋泓、伊尔盼、栗锦、唐宝、朱兴东、马海生。
2014年12月14日晚总决赛，经过长达四个多月的比赛，第二季中国梦之声全国三强出炉，冠军为郑兴琦，亚军为朱兴东，季军为李安梅。